# Communauté des États sahélo-sahariens
La Communauté des États sahélo-sahariens (CEN-SAD) est une organisation internationale regroupant 29 États africains. Elle a été créée le 4 février 1998 à Tripoli (Libye) à l’issue du sommet réunissant les chefs d’État de la Libye, du Mali, du Niger, du Soudan et du Tchad. Le président du Burkina Faso était représenté. En 2020, le siège social de l’organisation a été transféré à N’Djaména au Tchad à cause de l’instabilité politique en Libye.

## Histoire
Lors du sommet des 1er et 2 juin 2005 à Ouagadougou (Burkina Faso), les chefs d’État ont décidé de créer une « haute autorité de l’eau, de l’agriculture et des semences » afin de permettre aux pays membres de développer leur agriculture par une meilleure maîtrise des ressources en eau et la sélection des semences. D’autre part, le sommet a décidé de mettre en étude la construction d’une ligne de chemin de fer reliant la Libye, le Tchad, le Niger, avec des bretelles vers le Burkina Faso, le Mali et le Sénégal, afin de faciliter les échanges et de désenclaver l’espace CEN-SAD. Blaise Compaoré, président burkinabé, a succédé au président malien Amadou Toumani Touré comme président en exercice de la CEN-SAD.
Les dirigeants africains ont cherché à réconcilier les différends entre les voisins du Tchad et du Soudan sur le conflit du Darfour et à relancer le gouvernement fédéral de transition somalien lors d'un sommet régional en Libye le 3 juin 2007.
Le 10e sommet des chefs d’État de la Communauté des États sahélo-sahariens (CEN-SAD) s’est tenu du 18 au 28 juin 2008 à Cotonou. Il avait pour thème Développement rural et sécurité alimentaire dans l'espace CEN-SAD. Le président béninois Thomas Boni Yayi a été élu président en exercice de la CEN-SAD pour un mandat d’un an.
En janvier 2013, la Communauté des États sahélo-sahariens se réunira à N'Djaména, au Tchad. Un commentateur a déclaré que « le Maroc poursuivra probablement ses démarches pour prendre le commandement de l'organisation ».

## Objectifs
La CEN-SAD a comme objectifs :
- l’établissement d'une union économique globale basée sur une stratégie à travers un plan de développement complémentaire avec les plans nationaux de développement des pays concernés, englobant l'investissement dans les domaines agricole, industriel, énergétique, social et culturel ;

- la suppression de toutes les restrictions qui entravent le rassemblement de ces pays par la prise de mesures nécessaires pour assurer :
  - la libre circulation des personnes, des capitaux et des intérêts des ressortissants des États membres,
  - la liberté de séjour, de propriété et d'exercice de l'activité économique,
  - la liberté d'échange et de circulation des biens, des produits et services originaires des pays signataires ;

- la promotion du commerce extérieur par une politique d'investissement dans les États membres ;

- l'accroissement entre les États membres des moyens de transport et de communication terrestre, aérien et maritime par l'exécution de projets communs ;

- la reconnaissance aux ressortissants des pays membres des mêmes droits, avantages et devoirs reconnus à leurs propres citoyens conformément aux dispositions de leurs constitutions respectives ;

- l’harmonisation des systèmes éducatifs, pédagogiques, scientifiques et culturels dans les différents cycles de formation.

## Principaux organes
Les principaux organes sont :
- la Conférence des dirigeants et chefs d'État qui se réunit une fois par an en présidence rotative et alternativement dans les différentes capitales des États ;
- le Conseil exécutif, chargé de la préparation des programmes et plans complémentaires et de l'exécution des décisions de la Conférence des leaders et chefs d'État ;
- le Secrétariat général chargé de la gestion quotidienne et suivi du fonctionnement des différentes institutions de la Communauté ;
- la Banque sahélo-saharienne pour l'investissement et le commerce (BSIC)), créée en 1999 et chargée notamment du financement de projet de développement économique ;
- le Conseil économique, social et culturel, organe consultatif pour la conception et l'élaboration des politiques, des plans et programmes à caractère économique, social et culturel des pays membres.

## États membres

### Membres fondateurs (1998)
- Burkina Faso
- Libye
- Mali
- Niger
- Soudan
- Tchad

### Membres subséquents
- 1999  République centrafricaine
- 1999  Érythrée
- 2000  Djibouti
- 2000  Gambie
- 2000  Sénégal
- 2001  Égypte
- 2001  Maroc
- 2001  Nigeria
- 2001  Somalie
- 2001  Tunisie
- 2002  Bénin
- 2002  Togo
- 2004  Côte d'Ivoire
- 2004  Guinée-Bissau
- 2004  Liberia
- 2005  Ghana
- 2005  Sierra Leone
- 2007  Comores
- 2007  Guinée
- 2008  Mauritanie

### Anciens membres
- Cap-Vert
- Kenya
- Liberia
- Sao Tomé-et-Principe